# Galerie Borchardt

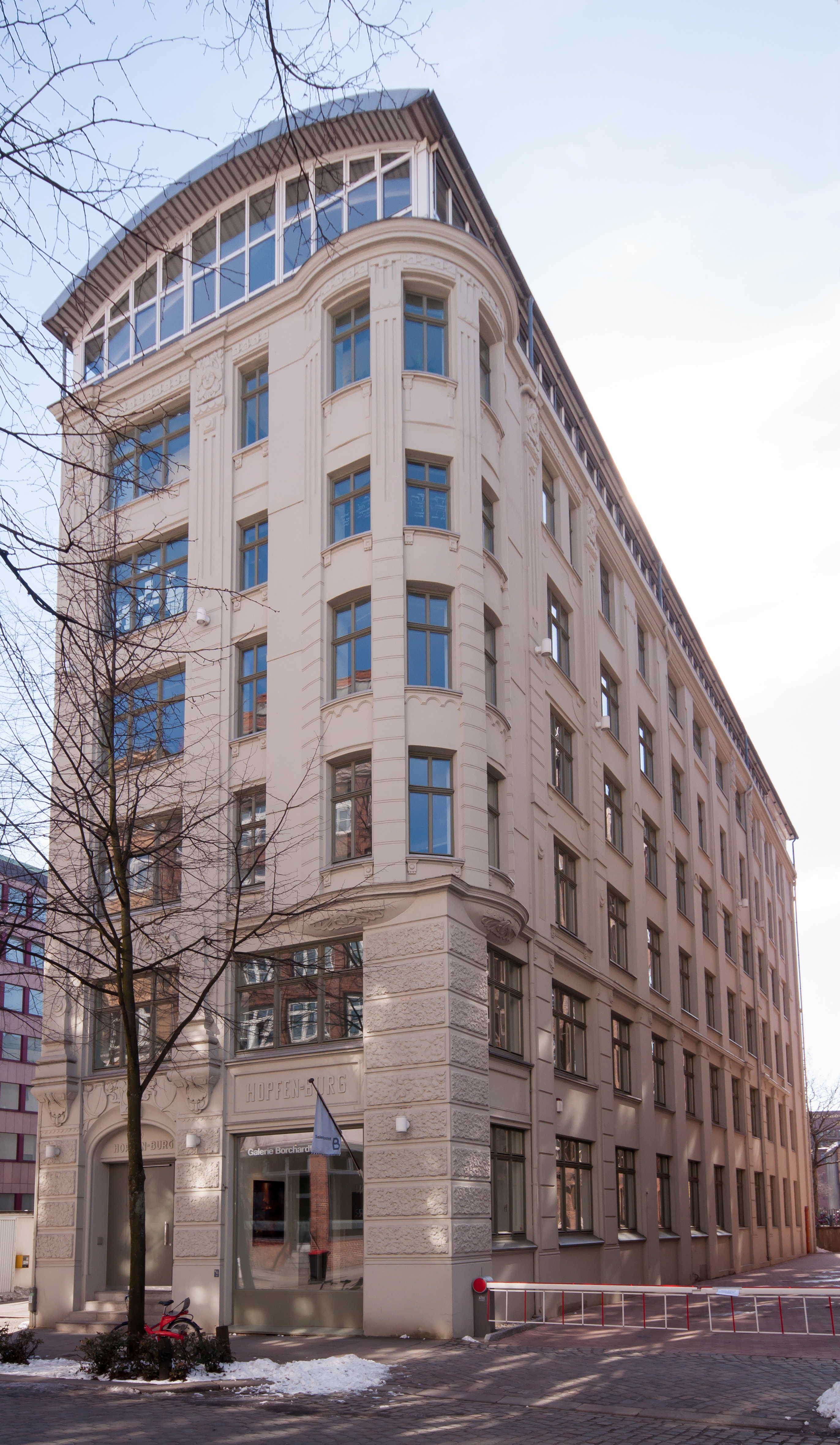
Galerie Borchardt am Hopfensack 19

Die Galerie Borchardt (auch anfangs Galerie Peter Borchardt) ist eine Galerie in Hamburg.
Sie wurde Anfang 1997 von Peter Borchardt, der vorher Geschäftsführer eines Kunstverlags war, mit Sitz im Stilwerk gegründet.
Die Galerie hat sich auf die Vermittlung im Kontext von Kunst und Architektur spezialisiert. Es werden Projekte in diesem Bereich akquiriert und bearbeitet. Gleichzeitig finden in den gemeinsamen Räumen mit dem Architekturbüro BAID Einzel- und Gruppenausstellungen statt, die sich ebenfalls diesem Themenbereich widmen.
Zusätzlich initiiert die Galerie auch externe Projekte mit anderen Kultureinrichtungen und Institutionen. Beispielsweise hat die Galerie Borchardt gemeinsam mit dem Sammler und Kurator Rik Reinking das Skulpturenprojekt sculpture@CityNord veranstaltet, in dessen Rahmen vom 14. Mai bis zum 24. September 2006 dreißig Beiträge internationaler Künstler im City Nord Park Hamburg zu sehen waren.
Nach ihrem Umzug im Mai 2009 befindet sich ihr neuer Standort in der Hamburger Altstadt, im denkmalgeschützten Kontorhaus am Hopfensack 19. Ein thematischer Fokus liegt seitdem auf der Vermittlung von „Kunst und Architektur“.
Die Galerie Borchardt ist Mitglied im Landesverband Hamburger Galerien und nimmt regelmäßig an internationalen Kunstmessen wie Art Cologne und Cologne Fine Art in Köln, Art Miami, Art Frankfurt, Kunst Wien und Art Karlsruhe teil.

## Kataloge (Auswahl)
- Seamus Nicolson - Ausstellungskatalog, 2006, ISBN 3-938025-72-7.
- Steal softly thru snow, 2002, ISBN 3-9808033-8-4.
- Rainer Fetting - Modelle, 2001, ISBN 3-9808033-0-9.
- Helge Leiberg: Zwischen Sprung & Fall, 1999.